# Yesan-eup
Yesan-eup (koreanska: 예산읍) är en köping i Sydkorea.  Den är centralort i kommunen Yesan-gun i provinsen Södra Chungcheong, i den centrala delen av landet, 100 km söder om huvudstaden Seoul.